# 수천부정
수천부정 증 수천군 이정은(秀泉副正 贈 秀泉君 李貞恩, ? - ?년 4월 7일)은 조선전기의 왕족으로 조선 태종의 11번째 서자인 익녕군 이치의 서자였다. 조선 광해군, 인조 때의 청백리 정승 오리 이원익의 증조할아버지이며, 미수 허목의 처 전주이씨는 그의 5대손이 된다. 그밖에 윤휴의 서형 윤영의 처 이씨는 수천군의 서 4대손이 된다.
아버지 익녕군 치도 서자였고 그도 서자였지만 후손들이 거듭 출세하여 손자 함천군 이억재의 출세로 수천도정에 추증되었고, 증손자 이원익은 정일품에 올라서 그는 숭헌대부 군에 추증되었다.
그의 생몰년은 미상이지만 87세까지 장수하였다. 자는 정중(正中), 호는 월호(月湖), 남곡(嵐谷), 설창(雪窓)이다.

## 생애
태종의 서손자로, 아버지는 태종의 열한번째 서자이자 유복자이며 선빈 안씨(善嬪 安氏) 소생인 익녕군 이치이고, 어머니는 익녕군의 첩이었던 평양조씨였다. 1900년대까지 편찬된 선원보략에는 그의 생모 평양조씨는 올라가지 못하고, 아버지 익녕군의 본부인인 군부인 운봉박씨만이 등재되었다.
아버지 익녕군은 명철보신하여 여러번의 난이 발생했지만 휘말리거나 엮이지 않았다. 아버지 익녕군 이치는 본부인 운봉박씨에게 아들을 얻지 못하고 첩인 평양조씨에게서 두 아들을 얻었으며, 이정은은 둘째 아들이었다. 형 이승은은 의천부정에 봉작되었다가 의천정으로 승진했지만 술을 좋아하여 병을 얻어 39세로 사망하고 사후에 의천군에 추증되었다.
그는 수천부정에 봉작되었다. 성격이 어질고 총명하며 공손하고 겸손하였다. 그는 김굉필(金宏弼), 남효온(南孝溫) 등 사림파 유명인사들과 가깝제 지냈다. 그러나 성종 때 사림파가 집권하면서 사림파와는 교류를 끊었다. 한편으로 김시습이 저잣거리에 행차하는 정창손 등을 노골적으로 비난한 뒤, 다른 사람들은 김시습을 피하거나 멀리했지만 이정은과 남효온 등은 끝까지 저버리지 않고 김시습과 친분관계를 유지하였다. 그는 학문을 할 때는 글보다 이치를, 시에는 글보다 격조를 중요시했다 한다. 그는 음률에도 능했는데, 한가지 일화는 고음과 화성을 신묘하게 조화시켜 슬픈 곡을 연주하면 듣는 이는 반드시 울고야 말았다 한다.
사후 손자인 함천군 이억재의 출세로 수천도정(秀泉都正)에 증직되었다. 그후 다시 증손자 오리 이원익이 정승의 반열에 오르면서 다시 이원익의 출세로 숭헌대부(崇憲大夫)에 증직되고 수천군에 추봉되었다. 그의 정확한 생몰년은 실전되어 전하지 않지만 87세까지 장수하였다.
현부인 문화류씨와 혼인하여 청기수 증 청기군(靑杞君) 이표(李彪)를 얻었고, 현부인 양천허씨와의 사이에서는 부림수 표(李豹), 결기수 현(李玄), 무령수 월(李越)을 두었다.

### 사후
처음 경기도 금천군 서면 소하리(현, 광명시 소하동) 마산두(馬山頭) 정좌(丁坐)에 매장되었으며, 의정부영의정을 지낸 심희수가 그의 묘비문을 쓰고, 외현손 청음 김상헌의 글씨로 썼다. 김상헌은 그의 장손자 보천부정 이억정의 외손자가 된다.
본부인 현부인 문화류씨는 경기도 금천군 서면 소하리(현 광명시 소하동 101번지) 도당첨(禱堂沾) 부락 남쪽 해좌에 매장하고, 그의 계비 양천허씨는 그의 묘소인 금천군 소하리 마산두 정좌의 계하에 매장하였다.
1989년 도시계획사업으로 인하여 1989년 12월 23일 본부인 문화류씨를 그의 묘 오른쪽에 합장하였고, 계비 현부인 양천허씨는 그의 묘역을 정비하면서 처음 그의 묘 계하에 안장한 것을 1995년 3월 18일 그의 묘 왼쪽으로 천묘, 합장하였다.

## 가족 관계
- 할아버지 : 태종
- 할머니 : 숙선옹주 선빈 안씨(淑善翁主 善嬪安氏, ? ~ 1468년)
  - 동복 고모 : 소숙옹주(昭淑翁主, ? ~ 1456)
  - 동복 고모 : 경신옹주(敬愼翁主, 생몰년 미상)
- 아버지 : 익녕군 이치(1422년 10월 - 1465년 7월 10일)
- 어머니(적모) : 군부인 운봉박씨((郡夫人 雲峰朴氏, 생몰년 미상, 기일 11월 26일), 익녕군 이치의 본부인, 청송절제사 증 찬성 박종지(朴從智)의 딸
  - 이복 누나 : 전주이씨
  - 이복 매형 : 김신(金信, 경주인 판관, 증 통례에 추증됨)
    - 외조카 : 김양호(金良豪)
- 어머니(생모) : 평양조씨(平壤 趙氏, 생몰년 미상), 익녕군 이치의 첩
  - 형 : 의천정 증 의천군 이승은(李承恩, 1451년 ~ 1489년 1월 15일)
- 부인 : 현부인 문화류씨(생몰년 미상, 기일 11월 16일), 사헌부감찰 류중발(柳重發)의 딸
  - 아들 : 청기수 증 청기군 이표, 함천군 이억재의 아버지, 이원익의 조부
- 부인 : 현부인 양천허씨(생몰년 미상, 기일 7월 4일)
  - 아들 : 부림수 이표(李豹)
  - 아들 : 결기수 이현(李玄)
  - 아들 : 무령수 이월(李越)
- 외할아버지 :  안의(安義, 생몰년 미상), 검교판한성부사(檢校判漢城府事)역임
- 외할머니 : 미상

## 기타
그의 아들 청기부정 표는 83세, 손자 함천군 이억재는 84세, 증손자 오리 이원익은 88세까지 장수하였다.
4대손 완선군 이의전은 80세, 5대손 이수약은 79세를 살아 6대가 장수하였다.

## 같이 보기
- 함천군
- 선빈 안씨
- 이원익